# 折立町 (田原市)
折立町（おりたちちょう）は、愛知県田原市の地名。字が7つある。

## 地理

### 字一覧
字名は以下の通りである。
- 折立（おりたち）
- 蔵道上（くらみちうえ）
- 背戸山（せどやま）
- 茶畑（ちゃばた）
- 西原畑（にしはらばた）
- 原（はら）
- 東原畑（ひがしはらばた）

## 世帯数と人口
2015年（平成27年）10月1日現在の世帯数と人口は以下の通りである。
| 町丁   | 世帯数  | 人口  |
| ------ | ------- | ----- |
| 折立町 | 146世帯 | 451人 |

### 人口の変遷
国勢調査による人口の推移
| 2005年（平成17年） | 509人 | [ 6 ] |  |
| 2010年（平成22年） | 485人 | [ 7 ] |  |
| 2015年（平成27年） | 451人 | [ 2 ] |  |

## 学区
市立小・中学校に通う場合、学区は以下の通りとなる。また、公立高等学校に通う場合の学区は以下の通りとなる。
| 番・番地等 | 小学校             | 中学校             | 高等学校 |
| ---------- | ------------------ | ------------------ | -------- |
| 全域       | 田原市立清田小学校 | 田原市立福江中学校 | 三河学区 |

## 施設
- 真宗大谷派正念寺
- 折立公民館

## その他

### 日本郵便
- 郵便番号 : 441-3608[3]（集配局：渥美郵便局[10]）。